# 양구 개느삼 자생지
양구 개느삼 자생지는 대한민국 강원특별자치도 양구군에 있는 천연기념물이다.

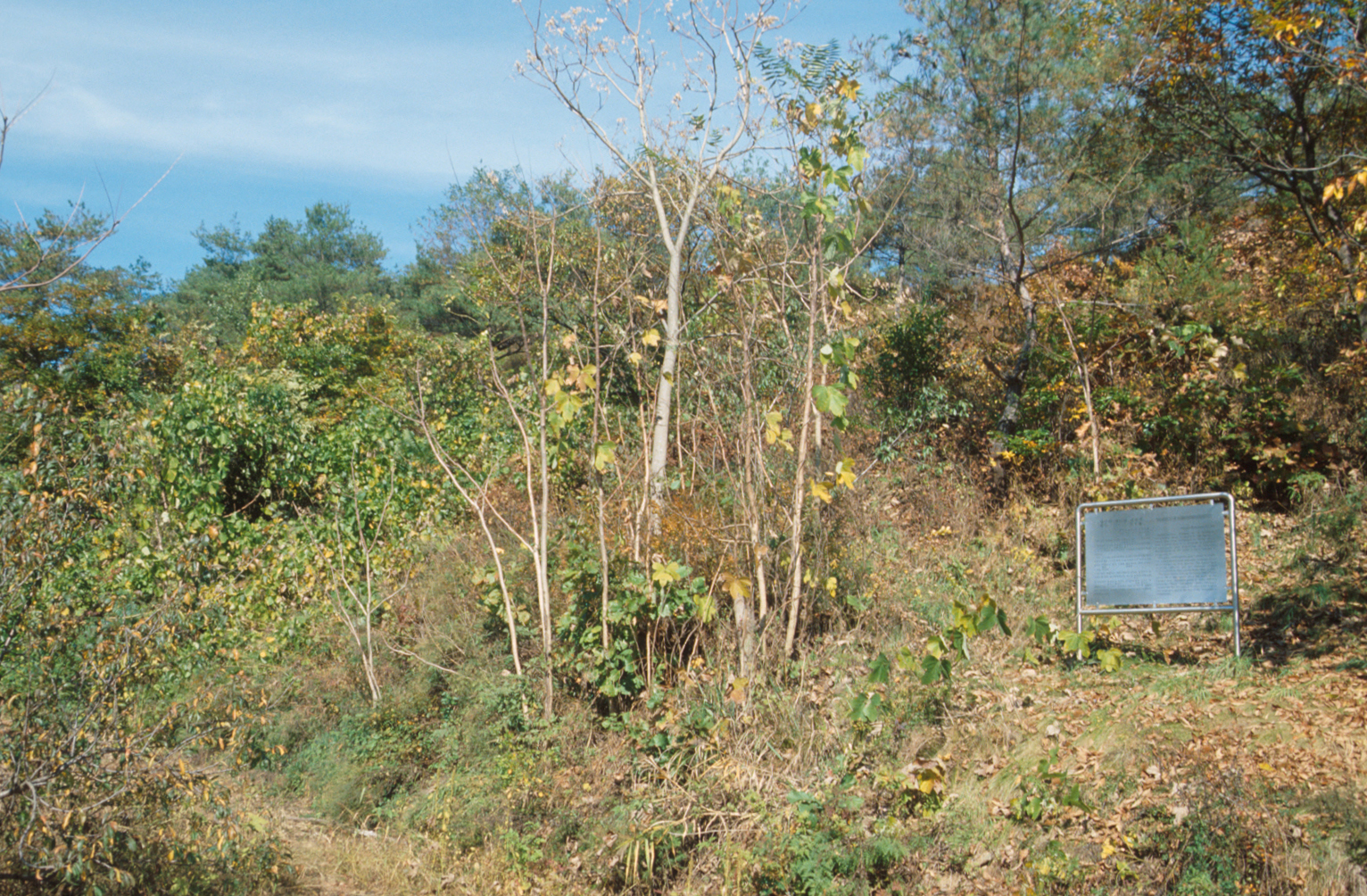
양구 개느삼 자생지

개느삼은 한국에서만 자라는 특산식물일 뿐만 아니라, 양구 비봉공원 대암산 기슭의 자생지는 개느삼이 자랄 수 있는 남쪽한계선이 되므로 천연기념물로 지정하여 보호하고 있다.
- 양구의 개느삼 자생지 보관됨 2007-09-29 - 웨이백 머신 - 남북의 천연기념물
- 양구의 개느삼 자생지 - 문화재청